# Galliot
Galliot war eine französische Automarke.

## Unternehmensgeschichte
Das Unternehmen Société d'Allumagne Électrique et d'Accessoires aus Paris begann 1908 mit der Produktion von Automobilen, die als Galliot vermarktet wurden. Konstrukteur war Norbert Galliot. 1908 oder 1911 endete die Produktion. 1911 existierte das Unternehmen noch.

## Fahrzeuge
Das einzige Modell war ein Tandemzweisitzer, in dem der Fahrer hinten saß. Motor und Kühler waren zwischen den Sitzen montiert. Die Kraftübertragung zur Hinterachse erfolgte über eine Kette. Anfangs kam ein Einzylindermotor zum Einsatz, später ein Dreizylinder-Sternmotor von Anzani. Der Radstand betrug 2600 mm und die Spurweite 1100 mm.